# Julius Seger

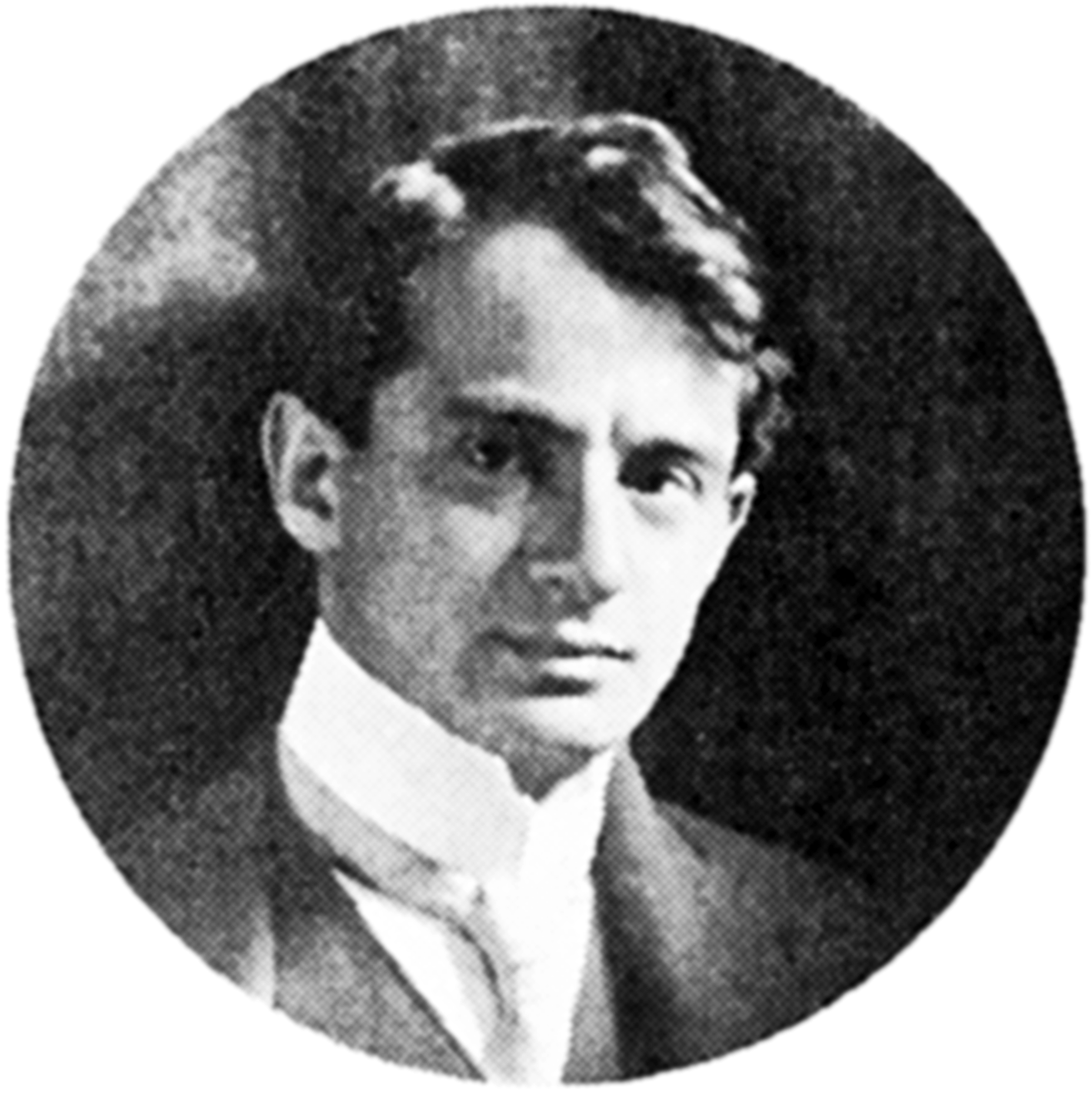
Julius Seger (vor 1910)

Julius Peter Seger (* 28. September 1876 in Krinetz, Böhmen, Österreich-Ungarn; † Juni 1944 im KZ Auschwitz-Birkenau) war ein böhmisch-deutscher Theaterschauspieler mit nahezu 30-jähriger Wirkungszeit an Münchner Spielstätten.

## Leben und Wirken
Julius Peter Seger begann seine Laufbahn 1897 in Bad Reichenhall. Anschließend ging der Altösterreicher bis 1906 auf Theater-Wanderschaft nach (Budweis, St. Pölten, Hermannstadt, Breslau, Klagenfurt), wo man ihn in volkstümlichen Stücken wie z. B. dem harmlosen Lustspiel-Dreiakter „Im bunten Rock“ (Hermannstadt 1902/03) sah, unterbrochen nur 1904/05 von einem Ausflug ans Breslauer Stadttheater.
Nach einem Zwischenstopp in Nürnberg (Intimes Theater) und Wien kam Seger Ende Mai 1907 nach München, um einer Verpflichtung an die Vereinigten Theater nachzukommen. Später, von 1912 bis 1925, trat er, unterbrochen nur vom Militärdienst an der Front (1916–18), am Münchener Schauspielhaus auf. Von 1925 bis 1936 wirkte er an den Kammerspielen im Schauspielhaus. In diesen knapp drei Jahrzehnten in der bayerischen Landeshauptstadt hatte Seger so renommierte Kollegen wie Gustav Waldau, Leo Peukert, Hermine Körner, Alexander Granach, Adolf Wohlbrück, Maria Bard, Ewald Balser, Hans Schweikart, Elisabeth Flickenschildt, Ruth Hellberg, O. E. Hasse und den Nachwuchsmimen Kurt Meisel als Bühnenpartner.
Schließlich wurde der 60-jährige Jude Seger kaltgestellt und sechs Jahre später, am 17. Juli 1942, von München in das Ghetto Theresienstadt deportiert. Am 18. Dezember 1943 verlegte man ihn von dort nach Auschwitz, wo Seger vermutlich Mitte des darauffolgenden Jahres – sein letztes Lebenszeichen stammt vom 9. Juni 1944 – vergast wurde.

## Würdigung

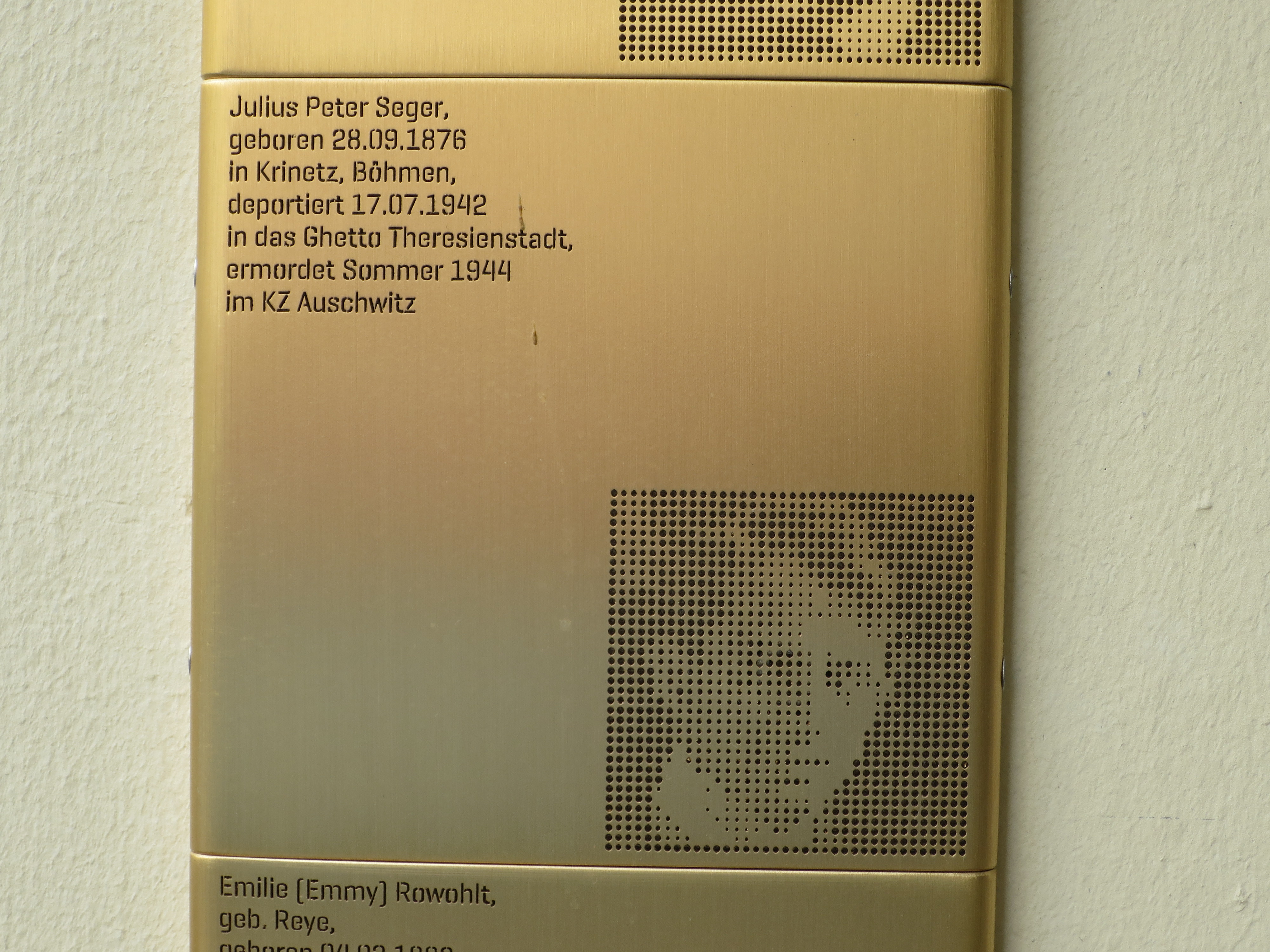
Erinnerungszeichen für Opfer des NS-Regimes in München für Julius Seger

In der Maximilianstraße 26–28 gedenkt seit Juni 2020 ein Erinnerungszeichen der Stadt München an Julius Seger.